# Perlis
Perlis (pełna nazwa Perlis Indera Kayangan) – najmniejszy stan Malezji, na Półwyspie Malajskim, graniczy z Tajlandią. Powierzchnia 795 km² (wraz z archipelagiem Langkawi). 214 585 mieszkańców (2004). Stolicą stanu jest Kangar.
Uprawa ryżu, poza tym kauczukowca i palmy kokosowej.

## Historia
Powstał po podbiciu i podziale sułtanatu Kedah przez Syjam (obecnie Tajlandia) w 1821. Od 1909 pod protektoratem brytyjskim. Od 1963 w granicach Malezji.

## Atrakcje
- Mroczna Jaskinia
- Padang Besar – stacja kolejowa
- port Kuala Perlis
- Arau – siedziba radży Perlisu
- Jezioro Melati